# Medal Służby Ogólnej w Afryce
Medal Służby Ogólnej w Afryce (ang. Africa General Service Medal) – brytyjski medal, pierwotnie ustanowiony w roku 1902 za kampanie na kontynencie afrykańskim.

## Zasady nadawania
Medal był nadawany siłom brytyjskim i kolonialnym, pozostał w użyciu przez 54 lata i był najdłużej obowiązującym brytyjskim medalem typu service medal.

## Klamra medalu
Kenya
za służbę podczas kampanii Mau Mau w latach 1952–1956, medal z wizerunkiem królowej Elżbiety II.

## Opis medalu
Awers:
- wydanie pierwsze: król Edward VII w garniturze i legenda EDWARDVS VII REX IMPERATOR
- wydanie drugie: król Jerzy V w mundurze wojskowym i legenda GEORGIVS V BRITT: OMN: REX ET IND: IMP
- wydanie trzecie: królowa Elżbieta II i legenda ELIZABETH II DEI GRATIA REGINA F: D: +

Rewers: stojąca figura Brytanii trzymającej w lewej ręce gałązkę palmową i trójząb w prawej oraz słowo AFRICA.
Wstążka z racji swojej kolorystyki nazywana była żartobliwie Colorado Beetle – stonką.